# Terebra tessellata
Terebra tessellata é uma espécie de gastrópode do gênero Terebra, pertencente a família Terebridae.